# V dinastia egípcia
A Quinta dinastia de faraós do Egito foi a terceira das quatro dinastias que formaram o Reino Antigo. A quinta dinastia faraônica foi um período turbulento existem vários indícios de inquietação de natureza religiosa, política e econômica.
A nobreza começava a ameaçar a hegemonia monárquica. Antes da Quinta Dinastia o faraó tinha sido Deus, porém agora, ainda deus, era considerado filho encarnado de Rá o deus sol e a mais importante divindade egípcia. Cada vez que Rá e seus sacerdotes subiam de importância, o poder do "rei-deus" diminuía. Depois vieram os problemas econômicos, pois o Egito pagou alto preço para a construção das pirâmides, sendo também oneroso mantê-las.

## Lista dos faraós
Seus faraós foram os seguintes:
- Userquerés  2479-2471 (JvB); 2454-2447 (JM)
- Sefrés: 2471-2458 (JvB); 2447-2435 (JM)
- Neferircaré: 2458-2438 (JvB); 2435-2425 (JM)
- Sisires: 2438-2431 (JvB); 2425-2418 (JM)
- Neferefré: 2425-2418 (JvB); 2418-2408 (JM)
- Raturés: 2420-2480 (JvB); 2408-2377 (JM)
- Menquerés: 2389-2380 (JvB); 2377-2369 (JM)
- Tanquerés: 2380-2342 (JvB); 2369-2341 (JM)
- Unas: 2342-2322 (JvB); 2341-2311 (JM)